# Wisła Płock (piłka nożna)
Wisła Płock Spółka Akcyjna – polski klub piłkarski mężczyzn z siedzibą w Płocku, od sezonu 2025/26 występujący w Ekstraklasie. Jednokrotny zdobywca Pucharu Polski i Superpucharu Polski. Trzykrotny uczestnik Pucharu UEFA.

## Historia

### Historia klubu

#### Początki
Płocki klub pod nazwą Wisła występował dopiero od 1955 roku. Wcześniej znany był jako Elektryczność Płock (1947-1950), Ogniwo Płock (1950-55) i Sparta Płock (1955).
Do początku lat 60. grał wyłącznie w rozgrywkach okręgowych. Pierwszy awans do trzeciej ligi drużyna wywalczyła w sezonie 1962/1963, ale już po roku musiała się z nią żegnać. W 1963 roku patronat nad Wisłą objęły Mazowieckie Zakłady Rafineryjne i Petrochemiczne i były partnerem klubu aż do 2010 r., kiedy Wisła zaczęła przeżywać kryzys formy.
W latach 60. i 70. Wisła błąkała się między trzecią ligą a ligą okręgową. W sezonie 1980/81 po raz pierwszy pojawiła się na zapleczu ekstraklasy, gdzie występowała przez kolejną dekadę.

#### Gra w ekstraklasie i II lidze
1 stycznia 1992 roku klub zmienił nazwę na Petrochemia Płock, a kilkanaście miesięcy później na finiszu rozgrywek 1993/1994 mógł świętować historyczny awans do pierwszej ligi. Na centralnym szczeblu płocczanie grali jednak tylko rok. Powrót do elity przyniósł sezon 1996/1997, ale po raz kolejny drużyna nie potrafiła się w niej utrzymać.
Na trzeci awans klub czekał jeden sezon. W rozgrywkach 1999/2000 w ekstraklasie wystartowała jako KS Petro Płock i pierwszy raz w historii nie spadła do drugiej ligi. W kolejnym sezonie grała już pod inną nazwą Orlen Płock, zmieniła też klubowe barwy na biało-czerwone. Nie pomogło to zespołowi, który znowu pożegnał się z pierwszą ligą.
W czerwcu 2002 roku drużyna prowadzona wówczas przez Mieczysława Broniszewskiego ponownie awansowała do ekstraklasy. Przed sezonem 2002/2003 przywrócono dawną nazwę Wisła Płock i tradycyjne biało-niebieskie barwy. Najpierw płocczanie zajęli w lidze dziesiąte miejsce, rok później piąte, a w rozgrywkach 2004/2005 czwarte i jest to najlepszy wynik w historii klubu. Ponadto grali w finale Pucharu Polski i zadebiutowali w europejskich rozgrywkach.

#### Największe sukcesy klubowe
W czerwcu 2003 roku Wisła dotarła do finału Pucharu Polski, w którym przegrała z imienniczką z Krakowa. Jednak w tamtym sezonie podopieczni Henryka Kasperczaka sięgnęli także po mistrzostwo kraju i dzięki temu płocczanie mogli zadebiutować w europejskich pucharach. W drugiej rundzie eliminacji Pucharu UEFA zmierzyli się z łotewskim FK Ventspils. W dwumeczu padły dwa remisy (1:1 wyjazd, 2:2 dom), a do dalszych rozgrywek awansowali Łotysze, którzy strzelili więcej bramek na boisku przeciwnika. Już w pierwszej fazie kwalifikacji Wisła przegrała także w drugim występie w klubowych rozgrywkach Starego Kontynentu. Tym razem ich pogromcą było szwajcarskie Grasshoppers Zurych (0:1 wyjazd, 3:2 dom). Po raz trzeci w Pucharze UEFA Wisła Płock zagrała po zdobyciu Pucharu Polski (największy sukces w historii klubu). W II rundzie eliminacyjnej płoccy piłkarze zagrali z ukraińskim Czornomorecem Odessa. W pierwszym meczu rozegranym w Odessie padł bezbramkowy remis. W rewanżu padł wynik 1:1 i po raz kolejny Wisła Płock odpadła z rozgrywek Pucharu UEFA.
Do tej pory największym sukcesem płocczan jest zwycięstwo w rozgrywkach o Puchar Polski w sezonie 2005-06. W finałowym dwumeczu pokonali dwukrotnie Zagłębie Lubin (3:2 wyjazd, 3:1 dom). Kolejne trofeum płocczanie zdobyli 2 miesiące później. W Warszawie na stadionie Legii Wisła pokonała ówczesnego Mistrza Polski Legię Warszawa, zdobywając Superpuchar Polski.

#### Roszady trenerskie i zarządu
Od 2 listopada 2005 do 23 kwietnia 2007 trenerem zespołu był Czech Josef Csaplár. Zastąpił na tym stanowisku pracującego od początku 2003 roku Mirosława Jabłońskiego. Od 23 kwietnia 2007 do 30 kwietnia 2007 zespół prowadzili Przemysław Cecherz i Mirosław Milewski. 30 kwietnia 2007 klub zatrudnił na stanowisku I trenera Czesława Jakołcewicza. 15 października 2007 Jakołcewicz został zwolniony. Nowym trenerem został opiekun Znicza Pruszków, Leszek Ojrzyński. W klubie pracował od 19 października 2007 r. W związku z kiepskimi wynikami w rundzie wiosennej trener został zdymisjonowany 1 maja 2008 r. Nowym trenerem został Mariusz Bekas, ale nie pracował długo, gdyż 2 czerwca został zastąpiony przez Mirosława Jabłońskiego, za czasów którego Wisła odnosiła największe sukcesy. Popularny Jabuszko został zwolniony 11 października 2008 roku. Nowym trenerem został Piotr Szczechowicz. On również długo nie pracował, bo 17 kwietnia 2009 trenerem I zespołu został Włodzimierz Tylak. W rundzie jesiennej sezonu 2009/2010 trenerem zespołu był Dariusz Kubicki, jednak po słabej rundzie został zastąpiony przez dyrektora sportowego klubu – Jana Złomańczuka. Dalszymi trenerami Wisły byli kolejno: Grzegorz Wenerski (7–9 września 2010), Jarosław Araszkiewicz (2010-2011), Mieczysław Broniszewski (luty-wrzesień 2011), Marek Końko (5–8 września 2011) i Libor Pala (2011-2012), z którym klub ostatecznie spadł do II ligi.
Po spadku klubu zarząd postanowił zmienić trenera. W dniu 22 czerwca 2012 r. został nim Marcin Kaczmarek. W ciągu czterech lat wyprowadził on zespół z II ligi do Ekstraklasy. Wisła jako beniaminek przyzwoicie radziła sobie na centralnym szczeblu i zakończyła sezon na 12. lokacie. Trener Kaczmarek współpracował z klubem do 5 lipca 2017 r., kiedy rozwiązał umowę z klubem za porozumieniem stron. Sprawa ta wzbudziła sporo kontrowersji. Ostatecznie Marcin Kaczmarek pracował z klubem ponad 5 lat co czyni go jednym z najdłużej pracujących trenerów Wiśle Płock, oraz najdłużej pracującym trenerem w tym klubie od czasów Ignacego Urbana. Następcą Marcina Kaczmarka od 11 lipca jest Jerzy Brzęczek.
Od 2008 roku właścicielem 100% akcji klubu jest miasto Płock. Z funkcji prezesa z dniem 31 grudnia 2007 roku zrezygnował Marek Janicki. Nowym prezesem 8 stycznia 2008 został Krzysztof Ganc, który w latach 1999–2001 pracował jako dyrektor działu gospodarczego klubu. 3 czerwca 2008 zrezygnował on z funkcji prezesa klubu – zastąpił go Grzegorz Kępiński jako p.o. prezesa, jednakże zrezygnował 30 czerwca 2008. Od lipca 2008 klub nie posiadał prezesa, a zarząd klubu składał się z 1 wiceprezesa. 1 sierpnia 2008 uzupełniono zarząd, a prezesem został Piotr Kubera. W skład zarządu wszedł również Janusz Matusiak.

#### Kryzys formy i spadek do II ligi
Po największych sukcesach jakie klub odniósł w sezonie 2005/2006, nadszedł kryzys formy. Wisła w następnym sezonie nie zdołała obronić Pucharu Polski, odpadając w półfinale. W lidze również nie szło Nafciarzom – zajęli przedostatnie miejsce. W następnym sezonie Wiśle nie udało się awansować do Ekstraklasy i mazowiecki klub grał w nowo utworzonej I lidze. Zajęła w niej 15. miejsce (spadkowe) w sezonie 2009/2010. W sezonie 2010/2011 Wisła Płock zagrała w II lidze. W 2010 roku, tylko osiem polskich klubów (Górnik Zabrze, Lech Poznań, Legia Warszawa, ŁKS Łódź, Ruch Chorzów, Widzew Łódź, Wisła Kraków i Zagłębie Lubin) miało dłuższy nieprzerwany staż występów na szczeblu centralnym (dwie najwyższe ligi w Polsce), niż Wisła Płock, która przez 19 lat z rzędu występowała na tym poziomie rozgrywek. W sezonie 2011/2012 płocka Wisła ponownie zagrała w drugiej klasie rozgrywkowej, awans uzyskując w ostatniej kolejce, lecz na sezon 2012/2013 płocki klub ponownie występuje w III klasie rozgrywkowej. Po roku spędzonym w II lidze klub ponownie uzyskał awans. Od sezonu 2013/2014 Wisła Płock grała w I lidze.

#### Powrót do Ekstraklasy
W sezonie 2013/2014 Wisła skończyła rozgrywki na 7. miejscu. Był to mały sukces drużyny, ponieważ w poprzednich sezonach drużyna z Płocka 2 razy spadła z I ligi. W sezonie 2014/2015 klub miał szanse awansować do ekstraklasy, jednak drużyna z Niecieczy okazała się od nich lepsza. Niebiesko-biało-niebiescy zajęli 3. miejsce. Klub i kibice po raz pierwszy od 6 lat uwierzyli w powrót drużyny na salony, i tak się stało. 20 maja 2016 roku Wisła Płock, pokonując Zawiszę Bydgoszcz 5:0 zapewniła sobie awans do Ekstraklasy. 

#### Spadek do I ligi
Wisła Płock spadła z Ekstraklasy w sezonie 2022/2023, przez co w sezonie 2023/2024 występowała w I lidze. 2 września 2023 podczas wygranego 3:0 meczu z Polonią Warszawa nastąpiło otwarcie przebudowanego stadionu, który zyskał nazwę Orlen Stadion. 26 października 2023 Dariusz Żuraw zastąpił Marka Saganowskiego na stanowisku pierwszego trenera zespołu. Sezon 2023/2024 Wisła skończyła na 7. miejscu w tabeli, przez co z posadą pierwszego trenera pożegnał się Dariusz Żuraw, którego zastąpił Mariusz Misiura. W sezonie 2024/2025 Wisła zajęła 3. miejsce w tabeli, dające prawo gry w barażach o Ekstraklasę. W nich wygrała 2:1 z Polonią Warszawa, oraz w finale baraży 2:0 z Miedzią Legnica, dzięki czemu awansowała do Ekstraklasy. 

### Prezesi
| Imię i nazwisko     | Okres urzędowania | Okres urzędowania |
| ------------------- | ----------------- | ----------------- |
| Mieczysław Dorobek  | 1947              | 1949              |
| Mieczysław Garlicki | 1949              | 1950              |
| Ignacy Kaszubski    | 1950              | 1952              |
| Damian Jakubiak     | 1952              | 1954              |
| Jan Bartoszewski    | 1954              | 1958              |
| Zdzisław Musiał     | 1958              | 1963              |
| Czesław Jankiewicz  | 1963              | 1970              |
| Andrzej Woroniecki  | 1970              | 1973              |
| Czesław Jankiewicz  | 1973              | 1977              |
| Czesław Dolasiński  | 1977              | 1980              |
| Zygmunt Lipiński    | 1980              | 1984              |
| / Henryk Rybak      | 1984              | 1990              |
| Kazimierz Kużaj     | 1991              | 1992              |
| ...                 |                   |                   |
| Mirosław Tyburski   | 01.10.1997        | 31.01.1999        |
| Krzysztof Gawłowski | 16.01.1999        | 01.02.2001        |

| Imię i nazwisko      | Okres urzędowania | Okres urzędowania |
| -------------------- | ----------------- | ----------------- |
| Krzysztof Dmoszyński | 01.02.2001        | 30.06.2001        |
| Andrzej Pilimon      | 01.07.2001        | 30.06.2002        |
| Krzysztof Dmoszyński | 17.02.2002        | 16.04.2007        |
| Marek Janicki        | 16.04.2007        | 31.12.2007        |
| wakat                | 01.01.2008        | 08.01.2008        |
| Krzysztof Ganc       | 08.01.2008        | 03.06.2008        |
| Grzegorz Kępiński    | 03.06.2008        | 27.06.2008        |
| wakat                | 27.06.2008        | 31.07.2008        |
| Piotr Kubera         | 01.08.2008        | 31.10.2008        |
| Janusz Matusiak      | 01.11.2008        | 31.12.2008        |
| Jerzy Ożóg           | 01.01.2009        | 06.07.2010        |
| Zbigniew Leszczyński | 06.07.2010        | 19.01.2011        |
| Szczepan Targowski   | 20.01.2011        | 01.02.2011        |
| Krzysztof Dmoszyński | 01.02.2011        | 06.06.2012        |
| wakat                | 06.06.2012        | 18.06.2012        |
| Jacek Kruszewski     | 18.06.2012        | 30.07.2020        |
| Tomasz Marzec        | 31.07.2020        | 30.06.2023        |
| Piotr Sadczuk        | 30.06.2023        | Urzęduje          |

### Trenerzy

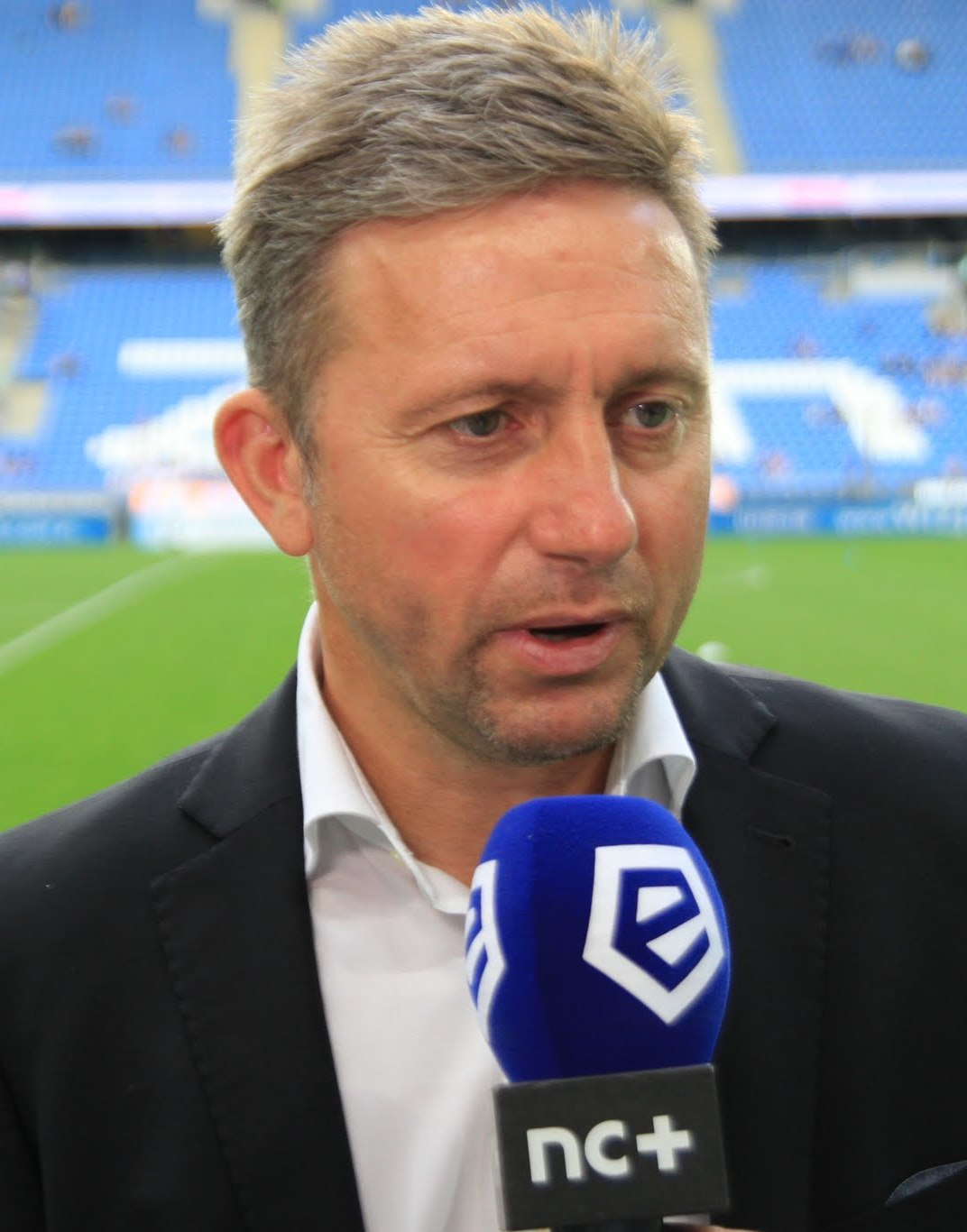
Jerzy Brzęczek - trener klubu w latach 2017-18

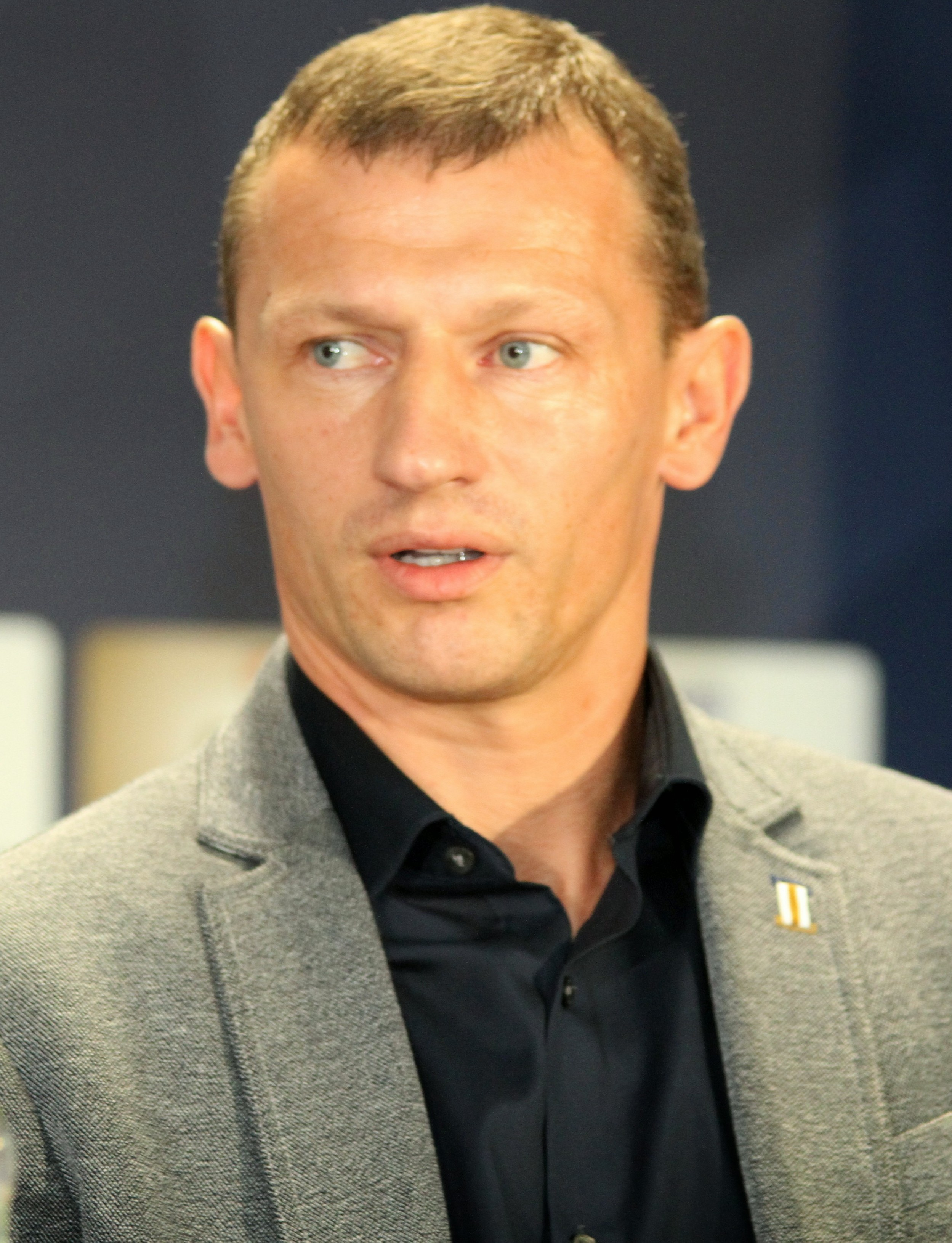
Dariusz Żuraw - trener klubu od 10.2023

| Lp.      | Imię i nazwisko                                        | Okres urzędowania | Okres urzędowania |
| -------- | ------------------------------------------------------ | ----------------- | ----------------- |
| 1.       | Tadeusz Rutkowski                                      | 1947              | 1948              |
| 2.       | Stefan Świtalski                                       | 1948              | 1953              |
| 3., 4.   | Zdzisław Musiał Eugeniusz Bartoszewski                 | 1954              | 1957              |
| 5.       | Aleksander Czyżewski                                   | 02.1958           | 12.1958           |
| 6.       | Józef Ciećwierz                                        | 1959              | 1963              |
| 7.       | Leszek Goździk                                         | 1963              | 1963              |
| 8.       | Kazimierz Drygalski                                    | 1963              | 1967              |
| 9.       | Stanisław Tymowicz (1. kadencja)                       | 07.1967           | 06.1971           |
| 10.      | Ignacy Urban                                           | 07.1967           | 09.1972           |
| 11.      | Wojciech Przybyliński                                  | 09.1972           | 05.1976           |
| (9.)     | Stanisław Tymowicz (2. kadencja)                       | 05.1976           | 09.1976           |
| 12.      | Jurand Lubawy                                          | 09.1976           | 11.1976           |
| 13.      | Janusz Walczak                                         | 01.1977           | 06.1977           |
| 14.      | Marek Śledzianowski                                    | 07.1977           | 06.1978           |
| 15.      | Tadeusz Prosowski (1. kadencja)                        | 07.1978           | 04.1982           |
| 16.      | Tadeusz Błażejewski                                    | 04.1982           | 06.1983           |
| 17.      | Antoni Hermanowicz                                     | 07.1983           | 10.1983           |
| 18.      | Szczepan Targowski (1. kadencja)                       | 10.1983           | 12.1983           |
| 19.      | Jan Pieszko                                            | 01.1984           | 05.1984           |
| 20.      | Jan Franke                                             | 05.1984           | 12.1984           |
| 21.      | Antoni Konsewicz                                       | 01.1985           | 05.1986           |
| (18.)    | Szczepan Targowski (2. kadencja)                       | 06.1986           | 06.1986           |
| 22.      | Witold Sokołowski                                      | 07.1986           | 11.1987           |
| 23.      | Włodzimierz Duszyński                                  | 12.1987           | 04.1988           |
| 24.      | Grzegorz Nowaczyk                                      | 05.1988           | 06.1988           |
| 25.      | / Zbigniew Kociołek                                    | 07.1988           | 12.1989           |
| 26.      | Włodzimierz Małowiejski                                | 01.1990           | 09.1992           |
| 27.      | Grzegorz Wenerski (1. kadencja)                        | 09.1992           | 11.1994           |
| p.o.     | Witold Słabkowski (tymczasowo)                         | 10.11.1994        | 30.11.1994        |
| 28.      | Hubert Kostka                                          | 12.1994           | 06.1995           |
| 29.      | Zbigniew Stefaniak                                     | 07.1995           | 09.1995           |
| (27.)    | Grzegorz Wenerski (2. kadencja)                        | 10.1995           | 10.1995           |
| 30.      | Wiesław Wojno (1. kadencja)                            | 10.1995           | 06.1996           |
| 31.      | Leszek Harabasz                                        | 07.1996           | 06.1997           |
| 32.      | Bogusław Kaczmarek                                     | 07.1997           | 05.1998           |
| (15.)    | Tadeusz Prosowski (2. kadencja)                        | 05.06.1998        | 30.06.1998        |
| 33.      | Jerzy Masztaler                                        | 07.1998           | 09.1998           |
| (18.)    | Szczepan Targowski (3. kadencja)                       | 10.1998           | 11.1998           |
| 34.      | Jerzy Kasalik                                          | 12.1998           | 08.1999           |
| (18.)    | Szczepan Targowski (4. kadencja)                       | 01.09.1999        | 08.09.1999        |
| 35.      | Adam Topolski                                          | 08.09.1999        | 02.04.2000        |
| 36.      | Albin Mikulski                                         | 05.2000           | 10.2000           |
| 37.      | Janusz Kubot                                           | 23.10.2000        | 30.11.2000        |
| 38.      | Dariusz Wdowczyk                                       | 12.2000           | 04.2001           |
| 39.      | Andrzej Wiśniewski                                     | 05.2001           | 09.2001           |
| p.o.     | Janusz Kubot (tymczasowo)                              | 09.2001           | 10.2001           |
| (30.)    | Wiesław Wojno (2. kadencja)                            | 10.2001           | 03.2002           |
| 40.      | Mieczysław Broniszewski (1. kadencja)                  | 03.2002           | 03.2003           |
| 41.      | Dariusz Janowski                                       | 03.2003           | 06.2003           |
| 42.      | Mirosław Jabłoński (1. kadencja)                       | 15.04.2003        | 02.11.2005        |
| 43.      | Josef Csaplár                                          | 02.11.2005        | 23.04.2007        |
| p.o.     | Przemysław Cecherz Mirosław Milewski (obaj tymczasowo) | 23.04.2007        | 30.04.2007        |
| 44.      | Czesław Jakołcewicz                                    | 30.04.2007        | 15.10.2007        |
| 45., 46. | Mariusz Bekas (1. kadencja) Mirosław Milewski          | 15.10.2007        | 19.11.2007        |
| 47.      | Leszek Ojrzyński (1. kadencja)                         | 19.10.2007        | 01.05.2008        |
| (45.)    | Mariusz Bekas (2. kadencja)                            | 01.05.2008        | 02.06.2008        |
| (42.)    | Mirosław Jabłoński (2. kadencja)                       | 02.06.2008        | 10.11.2008        |
| 48.      | Piotr Szczechowicz                                     | 10.11.2008        | 17.04.2009        |
| 49.      | Włodzimierz Tylak                                      | 17.04.2009        | 22.06.2009        |
| 50.      | Dariusz Kubicki                                        | 22.06.2009        | 12.10.2009        |
| 51.      | Jan Złomańczuk                                         | 12.10.2009        | 07.09.2010        |
| p.o.     | Grzegorz Wenerski (tymczasowo)                         | 07.09.2010        | 09.09.2010        |
| 52.      | Jarosław Araszkiewicz                                  | 09.09.2010        | 25.02.2011        |
| (40.)    | Mieczysław Broniszewski (2. kadencja)                  | 25.02.2011        | 05.09.2011        |
| p.o.     | Marek Końko (tymczasowo)                               | 05.09.2011        | 08.09.2011        |
| 53.      | Libor Pala                                             | 08.09.2011        | 03.06.2012        |
| 54.      | Marcin Kaczmarek                                       | 22.06.2012        | 05.07.2017        |
| 55.      | Jerzy Brzęczek                                         | 11.07.2017        | 12.07.2018        |
| 56.      | Dariusz Dźwigała                                       | 14.07.2018        | 07.10.2018        |
| p.o.     | Kamil Zieleźnik (tymczasowo)                           | 07.10.2018        | 10.10.2018        |
| 57.      | Kibu Vicuña                                            | 10.10.2018        | 03.04.2019        |
| (47.)    | Leszek Ojrzyński (2. kadencja)                         | 04.04.2019        | 27.07.2019        |
| p.o.     | Patryk Kniat (tymczasowo)                              | 27.07.2019        | 04.08.2019        |
| 58.      | Radosław Sobolewski                                    | 04.08.2019        | 12.04.2021        |
| 59.      | Maciej Bartoszek                                       | 13.04.2021        | 28.02.2022        |
| p.o.     | Łukasz Nadolski (tymczasowo)                           | 28.02.2022        | 07.03.2022        |
| 60.      | Pavol Staňo                                            | 07.03.2022        | 16.05.2023        |
| 61.      | Marek Saganowski                                       | 16.05.2023        | 25.10.2023        |
| 62.      | Dariusz Żuraw                                          | 25.10.2023        | 01.06.2024        |
| 63.      | Mariusz Misiura                                        | 01.06.2024        | obecnie           |

## Informacje ogólne
- Pełna nazwa: Wisła Płock Spółka Akcyjna
- Rok założenia: 1947
- Adres: Łukasiewicza 34, 09-400 Płock
- Przydomek: Nafciarze[24]
- Barwy: niebiesko-biało-niebieskie
- Pojemność stadionu: 15 004 (wszystkie siedzące)
- Właściciel: Miasto Płock
- Główni sponsorzy: PKN Orlen, Budmat
- Ubiór: Adidas
- Internet: www.wisla-plock.pl (oficjalna).

## Nazwy klubu
- 1947: KS Elektryczność Płock
- 1950: ZS Ogniwo Płock (Elektryczność + ZS Ogniwo)
- wiosna 1955: ZS Sparta Płock (ZS Ogniwo + ZS Sparta)
- jesień 1955: [Płocki KS] Wisła Płock
- 1963: ZKS Wisła Płock
- 1 stycznia 1992: ZKS Petrochemia Płock
- 1 lipca 1999: KS Petro Płock
- 27 czerwca 2000: Orlen Płock
- 7 czerwca 2002: Wisła Płock

## Osiągnięcia w sezonach

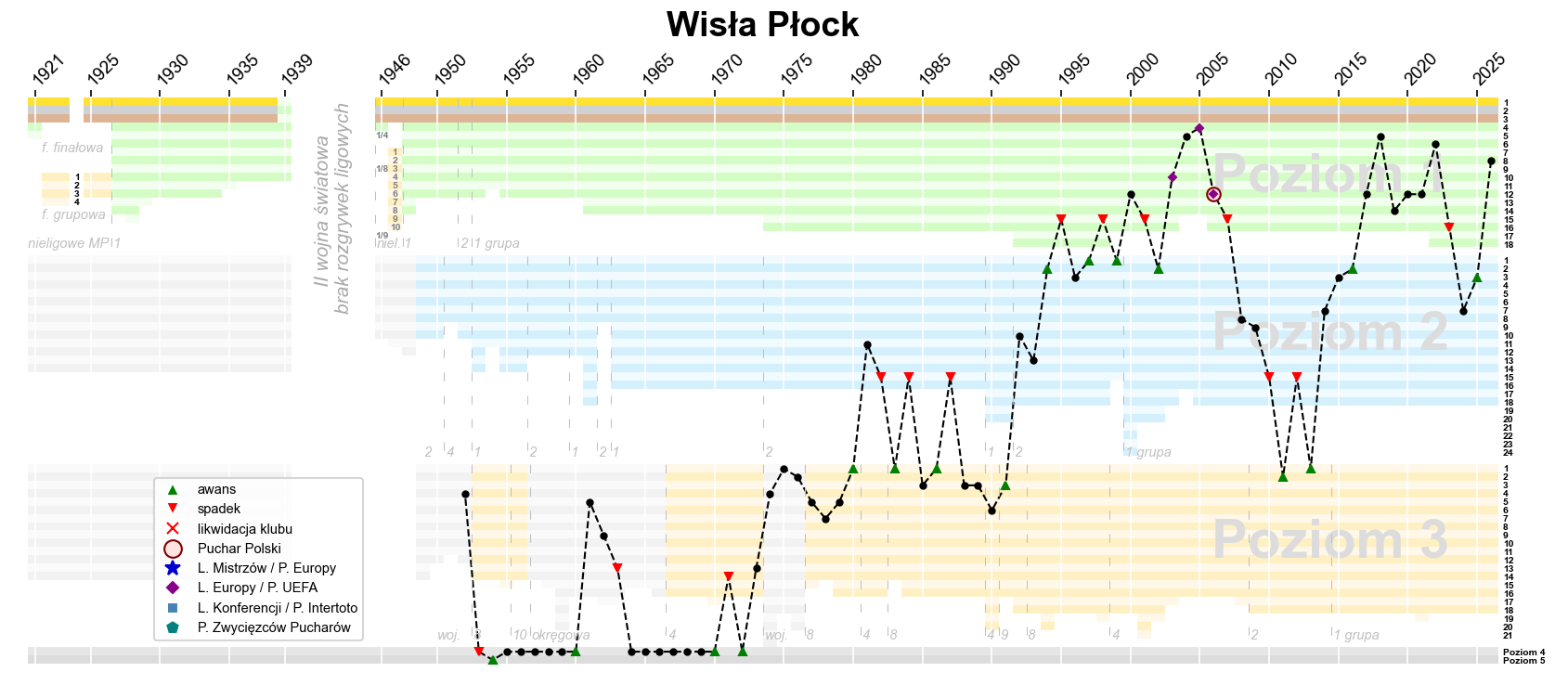
Historia występów Wisły Płock w rozgrywkach ligowych

| Sezon     | Rozgrywki ligowe                                      | Rozgrywki ligowe | Rozgrywki ligowe | Rozgrywki ligowe | Rozgrywki ligowe | Rozgrywki ligowe | Rozgrywki ligowe | Rozgrywki ligowe | Rozgrywki ligowe | Rozgrywki ligowe | Puchar Polski (rozgrywki centralne) | Inne rozgrywki                        |
| Sezon     | Liga                                                  | Msc              | M                | Z                | R                | P                | Bramki           | Bramki           | +/−              | Pkt              | Puchar Polski (rozgrywki centralne) | Inne rozgrywki                        |
| --------- | ----------------------------------------------------- | ---------------- | ---------------- | ---------------- | ---------------- | ---------------- | ---------------- | ---------------- | ---------------- | ---------------- | ----------------------------------- | ------------------------------------- |
| 1970/1971 | III liga (gr. III)                                    | 14.              | 30               | 6                | 7                | 17               | 22               | 34               | -12              | 19               |                                     |                                       |
| 1971/1972 |                                                       |                  |                  |                  |                  |                  |                  |                  |                  |                  |                                     |                                       |
| 1972/1973 | III liga (gr. III)                                    | 13.              | 30               | 7                | 9                | 14               | 21               | 38               | -17              | 23               |                                     |                                       |
| 1973/1974 | Warszawska liga wojewódzka                            | 4.               | 30               | 15               | 5                | 10               | 50               | 28               | +22              | 35               |                                     |                                       |
| 1974/1975 | Warszawska liga wojewódzka (gr. I mazowiecka)         | 1.               | 22               |                  |                  |                  | 57               | 9                | +48              | 37               |                                     |                                       |
| 1975/1976 | Liga wojewódzka (okręg warszawski - gr. I warszawska) | 2.               | 22               |                  |                  |                  | 41               | 15               | +26              | 34               |                                     |                                       |
| 1976/1977 | III liga (gr. VIII)                                   | 5.               | 26               |                  |                  |                  | 28               | 23               | +5               | 30               | 1R                                  | –                                     |
| 1977/1978 | III liga (gr. VIII)                                   | 7.               | 26               |                  |                  |                  | 27               | 25               | +2               | 26               | 2R                                  | –                                     |
| 1978/1979 | III liga (gr. VIII)                                   | 5.               | 26               |                  |                  |                  | 25               | 21               | +4               | 30               | 3R                                  | –                                     |
| 1979/1980 | III liga (gr. VIII)                                   | 1.               | 22               |                  |                  |                  | 33               | 13               | +20              | 29               | 1R                                  | –                                     |
| 1980/1981 | II liga (gr. zachodnia)                               | 11.              | 30               | 11               | 7                | 12               | 33               | 38               | −5               | 29               | 1/16                                | –                                     |
| 1981/1982 | II liga (gr. wschodnia)                               | 15.              | 30               | 7                | 9                | 14               | 28               | 39               | −11              | 23               | 1/16                                | –                                     |
| 1982/1983 | III liga (gr. IV)                                     | 1.               | 26               |                  |                  |                  | 95               | 15               | +80              | 48               | 1/8                                 | –                                     |
| 1983/1984 | II liga (gr. wschodnia)                               | 15.              | 30               | 7                | 9                | 14               | 32               | 44               | −12              | 23               | 3R                                  | –                                     |
| 1984/1985 | III liga (gr. IV)                                     | 3.               | 30               |                  |                  |                  | 41               | 14               | +27              | 42               | 2R                                  | –                                     |
| 1985/1986 | III liga (gr. IV)                                     | 1.               | 26               |                  |                  |                  | 35               | 13               | +22              | 40               | 3R                                  | –                                     |
| 1986/1987 | II liga (gr. wschodnia)                               | 15.              | 30               | 5                | 13               | 12               | 16               | 29               | −13              | 21               | 1/16                                | –                                     |
| 1987/1988 | III liga (gr. IV)                                     | 3.               | 26               |                  |                  |                  | 46               | 24               | +22              | 34               | 2R                                  | –                                     |
| 1988/1989 | III liga (gr. IV)                                     | 3.               | 26               |                  |                  |                  | 43               | 23               | +20              | 37               | –                                   | –                                     |
| 1989/1990 | III liga (gr. II)                                     | 6.               | 36               |                  |                  |                  | 40               | 26               | +14              | 46               | 2R                                  | –                                     |
| 1990/1991 | III liga (gr. I)                                      | 3.               | 30               |                  |                  |                  | 55               | 16               | +39              | 45               | 1/16                                | –                                     |
| 1991/1992 | II liga (gr. wschodnia)                               | 10.              | 34               | 11               | 13               | 10               | 32               | 25               | +7               | 35               | –                                   | –                                     |
| 1992/1993 | II liga (gr. wschodnia)                               | 13.              | 34               | 9                | 13               | 12               | 40               | 36               | +4               | 31               | 2R                                  | –                                     |
| 1993/1994 | II liga (gr. wschodnia)                               | 2.               | 34               | 18               | 11               | 5                | 61               | 22               | +39              | 47               | 1/16                                | –                                     |
| 1994/1995 | I liga                                                | 15.              | 34               | 8                | 14               | 12               | 35               | 42               | −7               | 30               | 3R                                  | –                                     |
| 1995/1996 | II liga (gr. wschodnia)                               | 3.               | 34               | 19               | 10               | 5                | 56               | 24               | +32              | 67               | 1/16                                | –                                     |
| 1996/1997 | II liga (gr. wschodnia)                               | 1.               | 34               | 22               | 6                | 6                | 83               | 23               | +60              | 72               | 1/4                                 | –                                     |
| 1997/1998 | I liga                                                | 15.              | 34               | 10               | 8                | 16               | 28               | 54               | −26              | 38               | 1/8                                 | –                                     |
| 1998/1999 | II liga (gr. wschodnia)                               | 1.               | 28               | 19               | 4                | 5                | 54               | 24               | +30              | 61               | 1/8                                 | –                                     |
| 1999/2000 | I liga                                                | 12.              | 30               | 9                | 9                | 12               | 33               | 40               | −7               | 36               | 1/8                                 | 1/4 finału Pucharu Ligi               |
| 2000/2001 | I liga                                                | 15.              | 30               | 19               | 5                | 6                | 66               | 27               | +39              | 62               | 1/4                                 | III runda Pucharu Ligi                |
| 2001/2002 | II liga                                               | 2.               | 38               | 20               | 13               | 5                | 50               | 24               | +26              | 73               | 1/2                                 | III runda Pucharu Ligi                |
| 2002/2003 | I liga                                                | 10.              | 30               | 10               | 7                | 13               | 29               | 38               | –9               | 37               | F                                   | –                                     |
| 2003/2004 | I liga                                                | 5.               | 26               | 10               | 8                | 8                | 41               | 39               | +2               | 38               | 2R                                  | Runda wstępna Pucharu UEFA            |
| 2004/2005 | I liga                                                | 4.               | 26               | 12               | 5                | 9                | 35               | 30               | +5               | 41               | 1/4                                 | –                                     |
| 2005/2006 | I liga                                                | 12.              | 30               | 10               | 4                | 16               | 30               | 45               | –15              | 34               | Z                                   | II runda eliminacyjna Pucharu UEFA    |
| 2006/2007 | I liga                                                | 15.              | 30               | 4                | 11               | 15               | 20               | 47               | –27              | 23               | 1/2                                 | Superpuchar                           |
| 2006/2007 | I liga                                                | 15.              | 30               | 4                | 11               | 15               | 20               | 47               | –27              | 23               | 1/2                                 | II runda eliminacyjna Pucharu UEFA    |
| 2006/2007 | I liga                                                | 15.              | 30               | 4                | 11               | 15               | 20               | 47               | –27              | 23               | 1/2                                 | Faza grupowa Pucharu Ekstraklasy      |
| 2007/2008 | II liga                                               | 8.               | 34               | 14               | 8                | 12               | 52               | 51               | +1               | 50               | 1/8                                 | Mistrzostwo Polski Juniorów Młodszych |
| 2008/2009 | I liga                                                | 9.               | 34               | 13               | 8                | 13               | 45               | 43               | +2               | 47               | 1/16                                | –                                     |
| 2009/2010 | I liga                                                | 15.              | 34               | 9                | 13               | 12               | 43               | 51               | –8               | 40               | 1R                                  | –                                     |
| 2010/2011 | II liga (gr. wschodnia)                               | 2.               | 34               | 18               | 6                | 10               | 61               | 39               | +22              | 60               | 1R                                  | –                                     |
| 2011/2012 | I liga                                                | 15.              | 34               | 9                | 8                | 17               | 39               | 50               | –11              | 35               | 1/16                                | –                                     |
| 2012/2013 | II liga (gr. wschodnia)                               | 1.               | 34               | 20               | 10               | 4                | 59               | 27               | +32              | 70               | 1/16                                | –                                     |
| 2013/2014 | I liga                                                | 7.               | 34               | 14               | 10               | 10               | 37               | 33               | +4               | 52               | 1R                                  | –                                     |
| 2014/2015 | I liga                                                | 3.               | 34               | 20               | 9                | 5                | 50               | 25               | +25              | 69               | 1/16                                | –                                     |
| 2015/2016 | I liga                                                | 2.               | 34               | 19               | 6                | 9                | 51               | 28               | +23              | 63               | 1R                                  | –                                     |
| 2016/2017 | Ekstraklasa                                           | 12.              | 37               | 12               | 11               | 14               | 49               | 57               | –8               | 28               | 1R                                  | –                                     |
| 2017/2018 | Ekstraklasa                                           | 5.               | 37               | 17               | 6                | 14               | 53               | 45               | +8               | 57               | 1/16                                | –                                     |
| 2018/2019 | Ekstraklasa                                           | 14.              | 37               | 10               | 11               | 16               | 50               | 58               | -8               | 41               | 1/8                                 | –                                     |
| 2019/2020 | Ekstraklasa                                           | 12.              | 37               | 14               | 9                | 14               | 45               | 54               | -9               | 51               | 1/16                                | –                                     |
| 2020/2021 | Ekstraklasa                                           | 12.              | 30               | 8                | 9                | 13               | 37               | 44               | -7               | 33               | 1/16                                | –                                     |
| 2021/2022 | Ekstraklasa                                           | 6.               | 34               | 15               | 3                | 16               | 48               | 51               | -3               | 48               | 1/32                                | –                                     |
| 2022/2023 | Ekstraklasa                                           | 16.              | 34               | 10               | 7                | 17               | 41               | 50               | -9               | 37               | 1/16                                | –                                     |
| 2023/2024 | I liga                                                | 7.               | 34               | 14               | 9                | 11               | 46               | 46               | 0                | 51               | 1R                                  | –                                     |
| 2024/2025 | I liga                                                | 3.               | 34               | 18               | 10               | 6                | 58               | 38               | +20              | 64               | 1R                                  | –                                     |
| 2025/2026 | Ekstraklasa                                           |                  |                  |                  |                  |                  |                  |                  |                  |                  |                                     |                                       |

| Poziom ligowy     |
| ----------------- |
| I poziom ligowy   |
| II poziom ligowy  |
| III poziom ligowy |

## Osiągnięcia

### Kraj
- Superpuchar Polski: 2006
- Finał Pucharu Polski: 2003
- 4. miejsce w Ekstraklasie: 2005
- 5. miejsce w Ekstraklasie: 2004, 2018
- 1/4 Finału Pucharu Ligi: 2000
- Mistrzostwo Polski Juniorów U-17: 2008

## Europejskie puchary
Legenda do wszystkich tabel:
- Q – runda eliminacyjna, 1/16, 1/8, 1/4, 1/2 – odpowiednia faza rozgrywek, Grupa – runda grupowa, 1r gr – pierwsza runda grupowa, 2r gr – druga runda grupowa, F – finał, R – runda, PO – play-off
- k. – rzuty karne, los. – losowanie, Dogr. – dogrywka, w. – zasada bramek strzelonych na wyjeździe

| Sezon   | Rozgrywki   | Runda | Przeciwnik         | Dom | Wyjazd | Ogólnie |
| ------- | ----------- | ----- | ------------------ | --- | ------ | ------- |
| 2003/04 | Puchar UEFA | Q     | FK Ventspils       | 2–2 | 1–1    | 3–3, w. |
| 2005/06 | Puchar UEFA | 2Q    | Grasshoppers       | 3–2 | 0–1    | 3–3, w. |
| 2006/07 | Puchar UEFA | 2Q    | Czornomoreć Odessa | 1–1 | 0–0    | 1–1, w. |

## Stadion

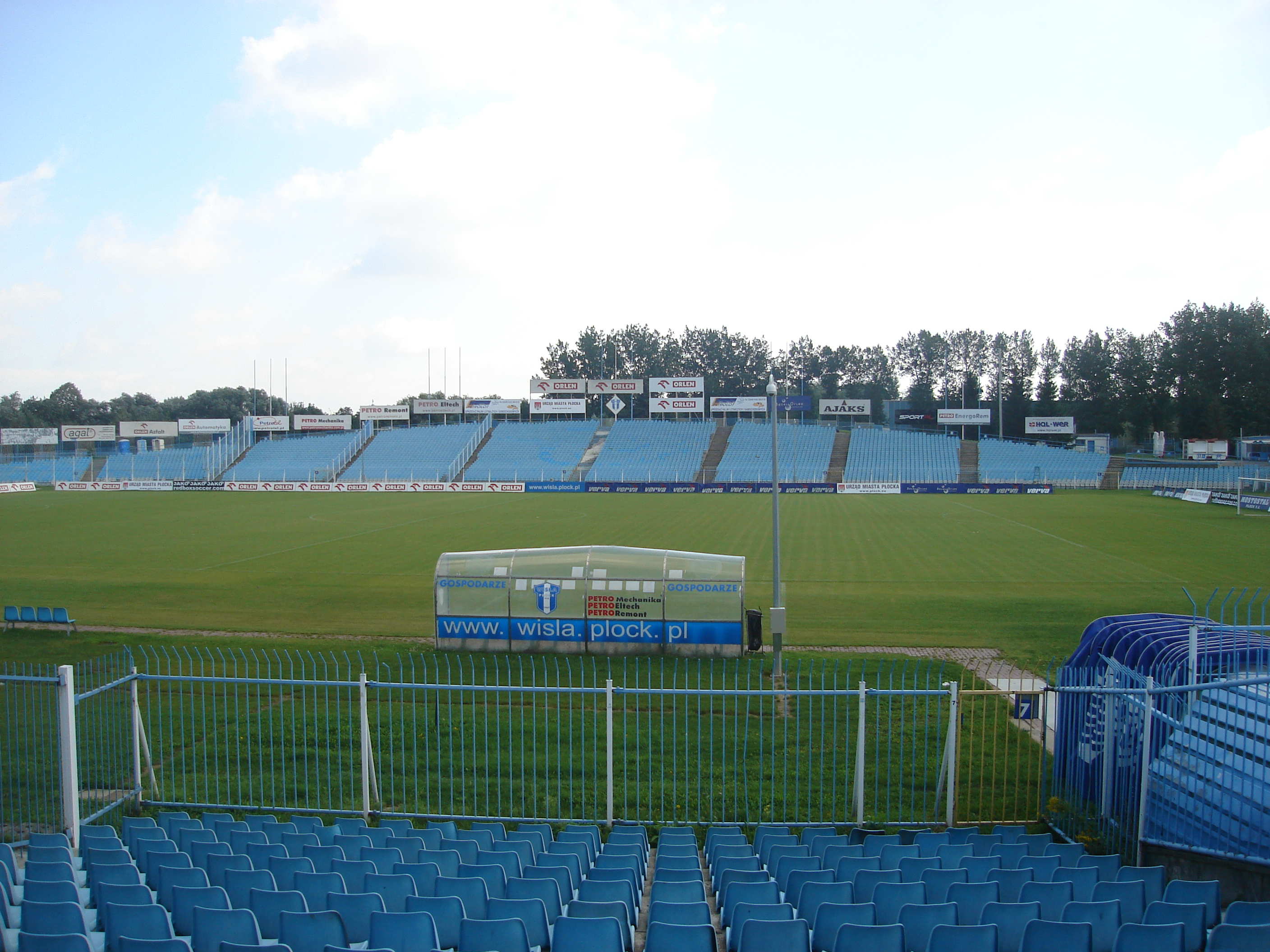
Stadion im. Kazimierza Górskiego (2009)

- adres: ul. Łukasiewicza 34, 09-400 Płock
- nazwa: Kazimierza Górskiego (od 30 marca 2004)
- data otwarcia: 10 czerwca 1973
- pojemność: 15 004 (wszystkie kryte)
- wymiary boiska: 105 × 68 m
- podgrzewana płyta boiska
- oświetlenie: 1600 lx

## Władze klubu

### Zarząd
- Prezes Zarządu: Piotr Sadczuk

### Rada nadzorcza
- Przewodniczący: Maciej Bogucki
- Wiceprzewodniczący: Zbigniew Leszczyński
- Sekretarz: Krzysztof Miaśkiewicz
- Członek: Remigiusz Miecznikowski

## Sztab szkoleniowy
- Trener: Mariusz Misiura
- Asystent trenera: Daniel Kokosiński
- Trener przygotowania fizycznego: Zbigniew Dąbek
- Trener bramkarzy: Mariusz Liberda
- Kierownik drużyny: Piotr Soczewka
- Lekarz: Mirosław Siemiątkowski
- Masażysta: Krzysztof Mysera

## Obecny skład
Stan na 17 sierpnia 2025
| Nr | Poz. | Piłkarz               |
| -- | ---- | --------------------- |
| 1  | BR   | Stanisław Pruszkowski |
| 2  | PO   | Kevin Čustović        |
| 3  | OB   | Aleksandre Kalandadze |
| 4  | OB   | Marcus Haglind-Sangré |
| 5  | PO   | Bojan Nastić          |
| 6  | PO   | Krystian Pomorski     |
| 7  | PO   | Dawid Barnowski       |
| 8  | PO   | Daniel Pacheco        |
| 9  | NA   | Janis Niarchos        |
| 10 | NA   | Amin Al-Hamawi        |
| 11 | PO   | Jorge Jiménez         |
| 12 | BR   | Rafał Leszczyński     |
| 13 | PO   | Quentin Lecoeuche     |
| 14 | PO   | Dominik Kun           |

| Nr | Poz. | Piłkarz                                           |
| -- | ---- | ------------------------------------------------- |
| 16 | PO   | Fabian Hiszpański                                 |
| 17 | PO   | Matchoi Djaló (wypożyczony z İstanbul Başakşehir) |
| 19 | OB   | Andrias Edmundsson                                |
| 20 | NA   | Łukasz Sekulski (kapitan)                         |
| 22 | OB   | Piotr Krawczyk                                    |
| 25 | OB   | Nemanja Mijušković                                |
| 26 | BR   | Jakub Burek                                       |
| 27 | NA   | Bartosz Borowski                                  |
| 30 | PO   | Wiktor Nowak (wypożyczony z Górnika Zabrze)       |
| 33 | BR   | Maciej Gostomski                                  |
| 35 | OB   | Marcin Kamiński                                   |
| 37 | NA   | Oskar Tomczyk                                     |
| 42 | OB   | Filip Zając                                       |
| 66 | PO   | Iván Salvador Edú                                 |

### Wypożyczenia
| Nr | Poz. | Piłkarz                                                 |
| -- | ---- | ------------------------------------------------------- |
|    | OB   | Przemysław Misiak (w Pogoni Siedlce do 30 czerwca 2026) |
|    | PO   | Gleb Kuczko (w Miedzi Legnica do 30 czerwca 2026)       |
|    | NA   | Maciej Famulak (w Pogoni Siedlce do 30 czerwca 2026)    |

## Rekordy Wisły Płock
- Debiut w ekstraklasie: Sokół Pniewy – Petrochemia Płock 1:0 (30 lipca 1994)
- Liczba sezonów w ekstraklasie: 16 (1994/95, 1997/98, 1999/2000, 2000/01, 2002/03 – 2006/07, 2016/2017 – 2022/2023)
- Najwyższe zwycięstwa: Wisła Płock – ŁKS Łomża 8:0 (27 kwietnia 2008), I runda Pucharu Polski 2008/2009
- Najwyższe porażki: ŁKS Łódź – Petrochemia Płock 5:0 (18 października 1997), Petrochemia Płock – Odra Wodzisław Śląski 1:6 (9 czerwca 1998), Zagłębie Lubin – Petro Płock 5:0 (26 marca 2000), Orlen Płock – Wisła Kraków 0:5 (29 października 2000), Raków Częstochowa 7-1 Wisła Płock (5 listopada 2022)
- Tabela wszech czasów: 21. miejsce, 15 sezonów, 482 mecze, 583 punkty, 158 zwycięstw (w tym 150 za 3. pkt), 117 remisów, 207 porażek, 572 bramek zdobytych, 709 bramek straconych (stan na koniec sezonu 2021/22)
- Najwyższe zwycięstwo w europejskich pucharach: 3:2 z Grasshoppers Zurych (25 sierpnia 2005)
- Najwyższa porażka w europejskich pucharach: 0:1 z Grasshoppers Zurych (11 sierpnia 2005)